# Time 4 Crime
Time 4 Crime je druhé řadové album kapely Kryptor. Na CD jsou ještě dvě skladby, Válka a Vraždící řetězy.

## Seznam skladeb
1. Zjevení zapomenuté minulosti
2. Vládci
3. Maskované stíny
4. Halucinace
5. S.H.M.F.
6. Hooligans
7. Zajatci zvůle
8. Obchod se smrtí
9. Maniak (Fucker)
10. Zvěrstva
11. …a potom nezbyde nic

## Album bylo nahráno ve složení
- Marcel (Pípa) Novotný – zpěv
- Ota Hereš – kytara
- Petr (Kuna) Buneš – kytara
- Filip Robovski – baskytara
- Pavel – bicí